# ケイシー・ハドソン
ケイシー・ハドソンは、カナダのゲーム開発者。バイオウェアのいくつかの作品、特に『Mass Effect』 三部作のゲーム・ディレクターを務めたことで知られる。

## 経歴
機械工学の学位を取得した後、ハドソンはカナダのコンピュータゲーム開発会社バイオウェアでキャリアをスタートさせ、『MDK 2』を含むいくつかのゲームでテクニカル・アーティストとしてクレジットされた。やがて彼は『Star Wars: Knights of the Old Republic』のプロジェクト・ディレクターとなった。その後、新たなIPとなるSFRPG『Mass Effect』と、それに続く『Mass Effect 2』と『Mass Effect 3』の三部作でも同じ役職を努めた。
2014年8月7日、ハドソンは他のプロジェクトを求めてバイオウェアを去った。 2015年5月18日、マイクロソフトはハドソンがクリエイティブ・ディレクターとしてMicrosoft Studiosのビデオゲーム制作部門に参加したことを発表した。 2017年7月18日、ハドソンはバイオウェアに復帰し、アーリン・フリンに代わって同スタジオのジェネラルマネージャーに就任したことを発表した。
2020年12月3日、ハドソンは2度目のバイオウェア退社を発表した。
2021年6月、ハドソンは新たなゲーム開発スタジオHumanoid Studiosを設立し、新たなIPに取り組んでいることを発表した。

## 関連作品
- MDK 2 (2000)
- Baldur's Gate II: Shadows of Amn (2000)
- Neverwinter Nights (2002)
- Star Wars: Knights of the Old Republic (2003)
- ジェイド エンパイア 〜翡翠の帝国〜 (2005)
- Mass Effect (2007)
- Mass Effect 2 (2010)
- Mass Effect 3 (2012)
- ANTHEM (2019)